# Irak i olympiska sommarspelen 1996
Irak deltog i de olympiska sommarspelen 1996 med en trupp bestående av tre deltagare, men ingen av landets deltagare erövrade någon medalj.

## Friidrott
Herrarnas tresteg
- Hussain Jasim
  - Kval: 15.27m (gick inte vidare)